# Franklin P. Mall

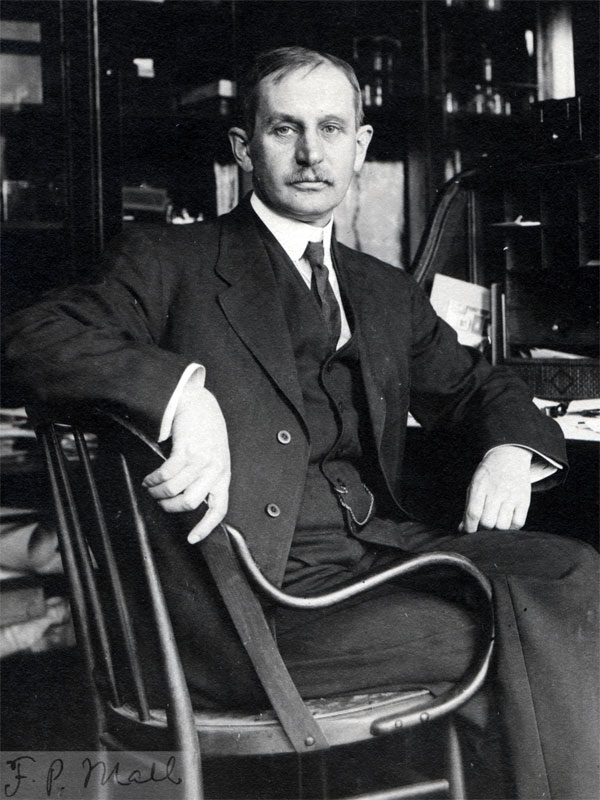
Franklin P. Mall, etwa 1911

Franklin Paine Mall (* 28. September 1862 in Belle Plaine, Iowa; † 17. November 1917 in Baltimore, Maryland) war ein US-amerikanischer Embryologe, Physiologe und Anatom.
Malls Vater stammte aus Söllingen bei Durlach, auch seine Mutter war deutscher Abstammung. Franklin Mall studierte an der University of Michigan Medizin und ging nach seinem Abschluss 1883 nach Deutschland, zunächst um in Heidelberg eine Ausbildung in Augenheilkunde zu erhalten, dass um in Leipzig bei Wilhelm His und Carl Ludwig (mit dem ihn eine besondere Freundschaft verband) zu arbeiten. 1886 kehrte Mall in die USA zurück und wurde Assistent bei William Henry Welch an der Johns Hopkins University.
1889 erhielt Mall eine Professur für Anatomie an der Clark University, 1892 eine entsprechende Stellung an der University of Chicago. 1893 ging er als Professor für Anatomie zurück an die Johns Hopkins University, wo er den Rest seiner akademischen Karriere verbrachte.
Frühe wichtige Arbeiten Malls befassten sich mit der Embryologie des Thymus und seinem entodermalen Ursprung, der Gefäßversorgung und Physiologie des Magen-Darm-Trakts und dem retikulären Bindegewebe. Gemeinsam mit dem Chirurgen William Stewart Halsted führte er wegweisende Experimente zur Darmperistaltik und zur optimalen Nahttechnik von Anastomosen des Darms durch. Spätere Arbeiten Malls zu den Peritonealräumen, zur Entwicklung der Augen und zur Polarität von Nervenzellen können als grundlegend gelten. Weitere Arbeiten befassten sich mit der Entwicklung des Zwerchfells, der Darmschlingen und der Bauchwand sowie der biometrischen Erfassung des Größenwachstums eines Embryos und mit Fehlbildungen (insbesondere Zyklopie) und ihren Ursachen. Zur Durchblutung der Milz und zum Aufbau der Leber (mit dem Portalfeld als struktureller Einheit), des Gefäßsystems und des Herzens konnten Mall und Mitarbeiter ebenfalls wichtige Beiträge leisten.
1901 wurde Mall in die American Academy of Arts and Sciences gewählt, 1906 in die American Philosophical Society und 1907 in die National Academy of Sciences. 1908 wurde er Fellow der American Association for the Advancement of Science.
Mall veröffentlichte auf Deutsch und auf Englisch. Zu seinen Schülern und Mitarbeitern gehörten Charles Russell Bardeen, George W. Corner, Ross G. Harrison, Warren Harmon Lewis, Florence R. Sabin, George Linius Streeter und Herbert M. Evans. Mall war seit 1894 mit Mabel Glover verheiratet, das Paar hatte zwei Kinder.